# Yusuf Sufi
Yusuf Sufi Kungrat (+1379) fou un amir i xah de Coràsmia, germà i successor de Husayn Sufi el 1371.
Husayn Sufi va morir de sobte en ple atac de Tamerlà a Urganj. El seu germà Yusuf Sufi el va succeir i immediatament va enviar la seva espasa i va manifestar el seu dolor per tot el que havia passat declarant la seva obediència i fidelitat a Tamerlà. També es va oferir a donar en matrimoni la seva neboda (filla de Husayn Sufi) de nom Khan Zade (descendent d'un kan genguiskànida, neta de Uzbeg Khan de l'Horda d'Or) a un dels fills de Tamerlà, enllaç que serviria de vincle entre les dues parts. Tamerlà hi va donar el acord amb la condició que agents del fill Jahangir ibn Timur (que seria el nuvi) haurien de quedar a Coràsmia per recaptar el tribut. Això fou interpretat pels sufites com que Timur volia assolir a Coràsmia la posició del kan jat. Tamerlà va tornar aleshores a Samarcanda.
L'amir Ky Khuseru Khuttelani, cap del tuman dels Khuttalanis, havia sostingut correspondència secreta amb Husayn Sufi durant el setge i l'havia animat a oposar-se i li havia promès unir-se a ell, cosa que al final no fou possible. Kay Khusraw va enviar un agent seu, el seu fill de nom Shah Mahmud Khuttalani, per formar un tractat secret amb Yusuf Sufi pel qual actuarien plegats en la destrucció de Tamerlà. Aquest se'n va assabentar però va mantenir la informació que havia descobert en secret. Sultan o Shah Mahmud, el fill de Kai Khusraw, es va dirigir (1371) a la cort de Coràsmia junt amb Abu Ishaq, fill de Khidr Yasauri, i Hajji Mahmudshah Bukhari; van aconseguir convèncer a Yusuf Sufi de continuar la rebel·lió del seu germà. Al final de la tardor (1371) Yusuf va reocupar Kath confiant en les promeses que li feien el fill de Kay Khusraw i els altres conspiradors. Els agents de Jahangir al regne de Coràsmia foren expulsats i els sufis van tornar a la rebel·lió.
L'any 1372 Tamerlà va reunir les seves tropes prop de Karshi-Nakhab i de Kish, i va sortir de Samarcanda amb l'excusa d'una cacera però decidit a fer una incursió a territori de Coràsmia per venjar-se de Yusuf Sufi. A la plana de Karshi va convocar una assemblea de nobles i religiosos on va fer comparèixer a Ky Khuseru; aleshores va exhibir el tractat secret i Ky Khuseru va confessar i va acceptar el càstig que li fos dictat; fou privat del comandament de l'Horda Khuttalani que fou donat a Muhammad Mireke (o Mirak o Mirka), fill de Shir Bahram Khuttalani, de l'altra branca familiar amb la que justament existia una gran enemistat; a Muhammad també li va entregar a Ky Khuseru perquè fes amb ell el que volgués (lògicament fou executat). Després Tamerlà es va dirigir a Coràsmia creuant el desert.
Yusuf Sufi, assabentat de la sort del seu aliat i de l'arribada de Tamerlà, va enviar un ambaixador a pregar als caps i a Jahangir a intercedir pel seu perdó. També va enviar a la seva neboda, Khan Zade, amb una comitiva i regals (or, gemes, pells fines, satinats, tapissos ornats, i fins i tot un tron daurat), per a ser confiada a Jahangir. Khan Zade era molt expressiva i va demanar el perdó pel seu oncle a Tamerla. Aquest va accedir i va confiar el regne de Coràsmia a Jahangir però Yusuf Sufi l'administraria per delegació, tornant després a Samarcanda. Amir Yadghar Barles (descendent de Lala, fill de Karaxar Noyan), Daud Dughlat i Oljeitu Apardi foren els encarregats de portar la núvia Khan Zade a Samarcanda on fou rebuda per les principals dones de la família timúrida entrant amb tot honor i pompa. Després es va celebrar la cerimònia nupcial en presència dels sayyids i ulemes. D'aquesta manera es va estendre el domini de Timur a la zona que no havia estat governada anteriorment per Qazaghan.
A la primavera del 1379 Tamerlà es va dirigir cap a l'oest i va entrar al país dels sufís, a Coràsmia. Ja havia fet campanya allí el 1371 i 1372 i l'havia deixat com un estat aliat vassall. Ara Yusuf Sufi tornava a estar enfrontat a Tamerlà amb el suport de la Horda Blanca. Es creu que actuava instigat per Toktamix, ara kan de l' Horda Blanca, que reclamava Coràsmia com a seva. Yazdi situa l'expedició el febrer del 1379 (mes de shawal del 780, corresponent a l'any del cabrit o de l'ovella mongol).
Les forces de Timur van arribar a les fronteres de Coràsmia i van passar per Eski Kuz i va arribar a Urganj que fou rodejava i es va fer el crit de combat o surun. Es va construir una fortalesa a l'exterior en front a la d'Urganj. Llavors Timur va rebre una carta de Yusuf Sufi en que el desafiava a un combat singular. Contra el parer de tots els seus ministres, comandants i consellers, Timur va voler acceptar i va rebutjar que algú ho fes en nom seu. Timur es va dirigir a la porta de la fortalesa, però el contrari no va comparèixer al lloc previst pel combat, tot i els desafiaments de Tamerlà. Els arquers estaven tots en posició a les muralles però cap va gosar disparar a Tamerlà; aquest es va dirigir a Yusuf i li va pronosticar “el que falti a la seva paraula perdrà la vida”, que molts creuen que anava dirigit als arquers per que es mantinguessin quiets, però Yazdi ho interpreta com una profecia feta amb encert a Yusuf. Timur finalment se’n va haver de tornar a les seves línies. El rere país fou assolat durant tres mesos.
Uns dies després Timur va enviar a Yusuf uns melons i els soldats de la fortalesa van agafar els melons i els van entrar. Aleshores un guerrer de nom Hajji va sortir de la fortalesa amb un grup de guerrers. Els assetjadors, dirigits per Umar Xaikh, es van llençar sobre el grup que havia fet la sortida i es va iniciar un combat que es va generalitzar i va durar fins a la nit quan els assetjats finalment es van retirar a la fortalesa. Van destacar en el combat Eltxi Bugha i Anushirwan, fill d'Ak Bugha que van resultar ferits greus; Elchi es va poder recuperar al cap del temps però Anushirwan va morir.
Es van començar a fer servir maquines de setge i progressivament la torre que allotjava a Yusuf Sufi va quedar destruïda de manera que va haver d'anar a residir a un altre lloc. El setge va durar tres mesos i setze dies (febrer a maig del 1379). Les malalties es van desenvolupar al interior de’Urganj i Yusuf Sufi en va ser afectat i va morir (algunes versions -com a Marozzi- insinuen que es va posar malalt de vergonya i va acabar morint però una epidèmia es mes probable). El mateix dia de la defunció es va produir l'atac final; els assaltants van entrar a la ciutat que fou sistemàticament saquejada i els habitants massacrats o van esdevenir esclaus; els edificis foren arruïnats. Les muralles minades i enderrocades. Els palaus i els hospitals es van cremar i tota la ciutat va quedar en ruïnes i amb molts cossos carbonitzats abandonats. Els artesans, savis i caps religiosos foren enviats a Xahrisabz on també es van enviar molts esclaus.
Per algun temps van governar Coràsmia governadors timúrides, però els sufi van tornar a dominar el país en menys de dos anys i Sulayman Sufi (possible fill de Yusuf) va agafar el poder.